# 2137 Priscilla
A 2137 Priscilla (ideiglenes jelöléssel 1936 QZ) a Naprendszer kisbolygóövében található aszteroida. Karl Wilhelm Reinmuth fedezte fel 1936. augusztus 24-én.